# Задонський район
Задонський район (рос. Задонский район) — муніципальне утворення у Липецькій області.